# Ángel Balbas
Ángel Balbas nacido en Pamplona (Navarra, España) fue un ciclista navarro, que compitió entre los años 1924 y 1926, durante los que consiguió una única victoria.
Se dedicaba principalmente a correr pruebas de carácter local.

## Palmarés
1924
- 3.º en el Campeonato Navarro

1925
- Alsasua

## Equipos
- Unión Ciclista Navarra (1924)
- Osasuna (1925)
- Rochapea (1926)